# Ari Heikkinen
Ari Heikkinen (Vuolijoki, 8 april 1964) is een voormalig profvoetballer uit Finland, die speelde als verdediger. Hij beëindigde zijn actieve loopbaan in 1998 bij de Finse club FC Haka Valkeakoski. Behalve in zijn vaderland speelde hij in het seizoen 1989/1990 clubvoetbal in België bij Germinal Ekeren. Heikkinen werd in 1989 door Finse sportjournalisten uitgeroepen tot Fins voetballer van het jaar.

## Interlandcarrière
Heikkinen kwam in de periode 1989-1994 in totaal 51 keer uit voor de nationale ploeg van Finland, en maakte daarin één doelpunt. Hij maakte zijn debuut onder leiding van bondscoach Jukka Vakkila op 11 januari 1989 in de vriendschappelijke uitwedstrijd tegen Egypte (2-2) in El-Mahalla. Zijn eerste en enige interlandtreffer maakte hij op 13 april 1993 in de vriendschappelijke uitwedstrijd tegen Polen, toen hij in de 84ste minuut de eindstand bepaalde op 2-1.

## Erelijst
TPS Turku
- Fins voetballer van het jaar

1989
- Suomen Cup

1991
 FC Haka
- Fins landskampioen

1995, 1998
- Suomen Cup

1997
- Liiga Cup

1995